# Famotidina
Famotidina é um fármaco, antiulceroso, inibidor de receptores de histamina do tipo H2. Serve para reduzir a produção de suco gástrico.